# Tolmin-Klamm

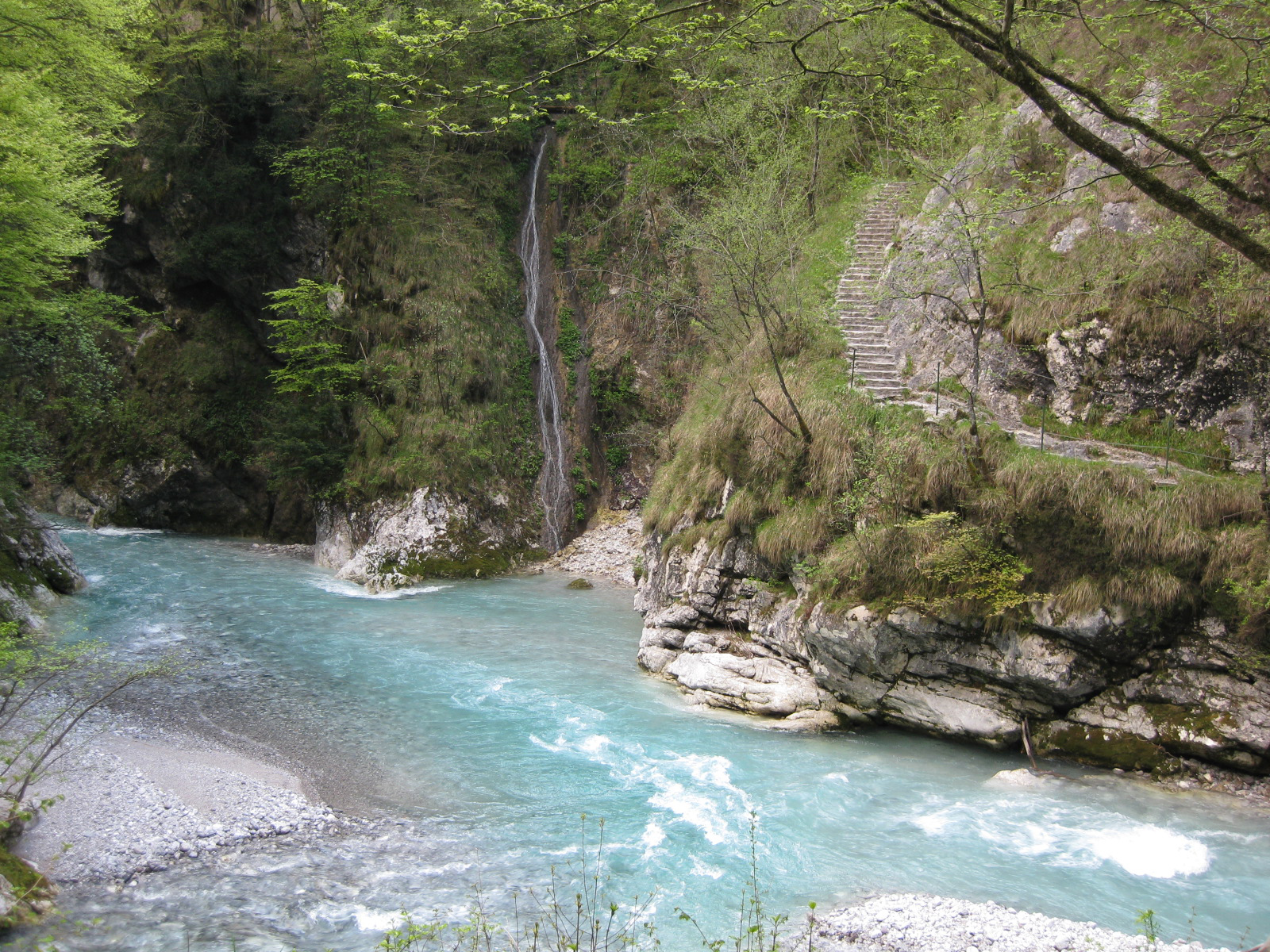
Der Tolmin-Klamm, im April 2008

Die Tolmin-Klamm ist eine Bergschlucht in der Nähe der slowenischen Ortschaft Tolmin und gehört bereits zum Nationalpark Triglav. Zwischen 1953 und 1958 wurden die Wege in der Klamm angelegt und somit auch für Touristen erschlossen.
Gespeist wird das Wasser aus einer Thermalquelle, dessen Temperatur zwischen 18,8 °C und 20,8 °C beträgt. Das versickerte Regenwasser wird im Boden durch geothermische Energie erwärmt und kommt durch Felsspalten als türkises Wasser wieder an die Oberfläche. Durch einen Felssturz ist die Quellhöhle heute unzugänglich.
Zugang zur Schlucht hat man über die Teufelsbrücke. Sie ist eine Eisenkonstruktion aus italienischer Zeit, welche die alte Holzbrücke ersetzte. Die Wege zur Klamm sind zwar kurz, aber steil und anstrengend und daher nicht für jedermann geeignet. Der Eingang der Klamm befindet sich gerade einmal auf 180 Metern Seehöhe. Im Fluss ist die Marmorierte Forelle beheimatet. In der Klamm befindet sich ein großer Felsen, welcher als Brücke dient. Da die Klamm das ganze Jahr über warm und feucht ist, findet sich üppige und vielfältige Vegetation. Die umgebenden Felswände erreichen eine Höhe von bis zu 60 Metern.

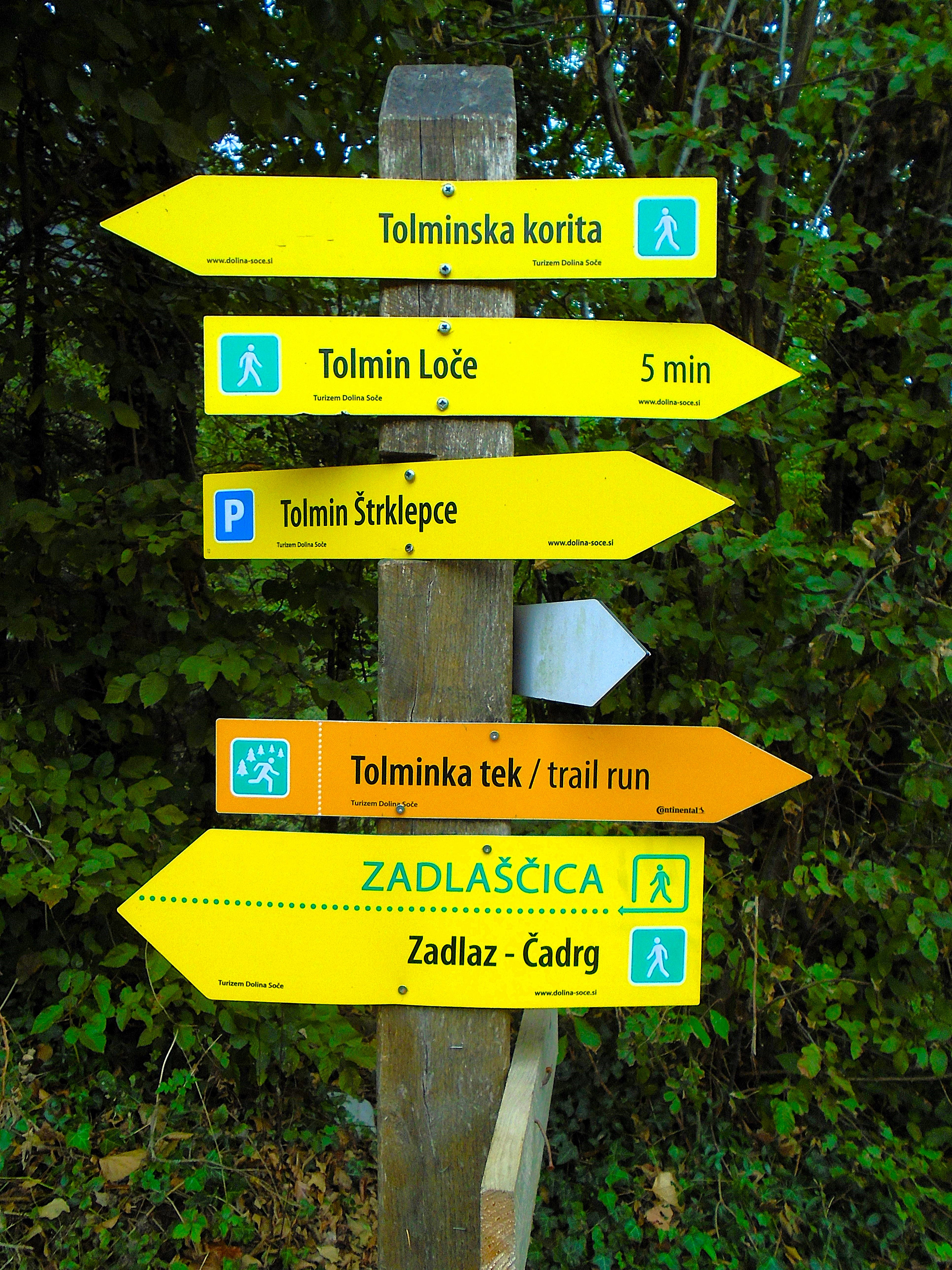
Wegweiser zum Tolmin-Klamm zwischen den Wegweisern in der Nähe von Tolmin, September 2024

Die Klamm teilt an einer Weggabelung in zwei Teile. Links kommt man zu einem Felsen, welcher mit Moos bewachsen ist und an einen Bärenkopf erinnert und auch deshalb so genannt ist. Rechts der Weggabelung führt der Weg zur Dante-Höhle, benannt nach dem italienischen Dichter und Philosophen Dante Alighieri, welcher in der Höhle angeblich die Inspiration zu seiner Göttlichen Komödie gefunden haben soll. Die Höhle wird heute touristisch genutzt, ist aber eine anspruchsvolle Höhle, die Erfahrung und Ausrüstung verlangt.